# Sheykh Ţabaq
Sheykh Ţabaq (persiska: شیخ طبق) är en ort i Iran.   Den ligger i provinsen Östazarbaijan, i den nordvästra delen av landet, 400 km nordväst om huvudstaden Teheran. Sheykh Ţabaq ligger 1 813 meter över havet och antalet invånare är 138.
Terrängen runt Sheykh Ţabaq är kuperad åt nordost, men åt sydväst är den platt. Runt Sheykh Ţabaq är det ganska glesbefolkat, med 40 invånare per kvadratkilometer. Närmaste större samhälle är Torkmanchay, 12,7 km norr om Sheykh Ţabaq. Trakten runt Sheykh Ţabaq består i huvudsak av gräsmarker.